# یواس‌اس کالاو (وای‌اف‌بی-۱۱)
یواس‌اس کالاو (وای‌اف‌بی-۱۱) (به انگلیسی: USS Callao (YFB-11)) یک کشتی بود که طول آن ۱۱۹ فوت (۳۶ متر) بود. این کشتی در سال ۱۸۸۸ ساخته شد.